# Aquaman

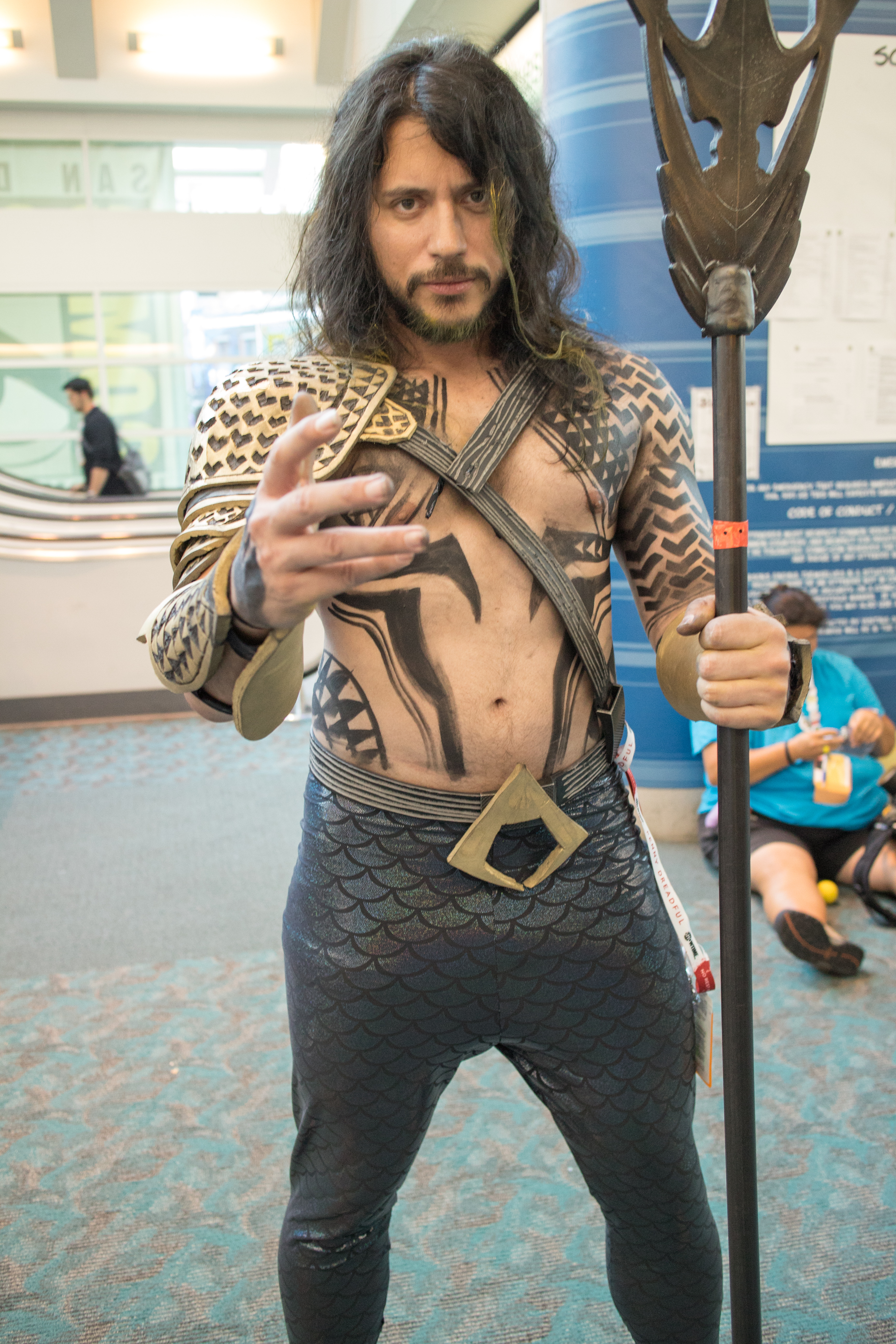
Cosplayer inspirovaný komiksovou postavou Aquamana.

Aquaman je fiktivní postava komiksových příběhů vydávaných nakladatelstvím DC Comics. Poprvé se objevil v komiksovém sešitu More Fun Comics #73 v listopadu 1941. Je výtvorem tvůrčího dua, které tvořili Paul Norris a Mort Weisinger. Postava vznikla jako podpůrný vedlejší superhrdina, postupně se ale vypracovala do vlastních sérií. Aquaman je zakládající člen týmu Ligy spravedlnosti. Od 90. let 20. století je postava pojata více seriózně. Od té doby je Aquaman také králem podmořské říše Atlantidy.

## Vydání
Poprvé se objevil v komiksovém sešitu More Fun Comics #73 v listopadu 1941. V počátcích uměl byl popisován jako hrdina, který dokáže dýchat pod vodou a komunikovat s mořskými živočichy. Během druhé světové války (do roku 1945) bojoval hlavně proti nacistickým ponorkám a padouchům. Tehdy spolupracoval s týmem All-Star Squadron. Ve zbytku 40. let a v 50. letech se vypořádával s moderními piráty a dalšími hrozbami pro podmořský život. Jeho hlavním padouchem tehdy byl Black Jack. V sérii More Fun Comics působil do čísla 107 (1946), kdy byl přesunut do komiksového sešitu s názvem Adventure Comics. V roce 1956 mu v sešitu Adventure Comics #229 přibyl pomocník Topo.
Na konci 50. let byl vypracován příběh původu postavy, kdy bylo odhaleno, že Aquaman je Arthur Carry, syn strážce majáku Toma Curryho a Atlanny, ženy z podmořské říše Atlantidy. Arthur vyrůstal na souši, kde postupně objevoval své superschopnosti (dýchání pod vodou, komunikace s mořskými tvory, velmi vyvinutou dovednost plavání). Svých schopností využil k ochraně oceánů. Později bylo odhaleno, že po smrti Atlanny si Tom Curry vzal obyčejnou ženu, se kterou měl syna Orma. Ten se později stal nepřítelem Arthura, kterému záviděl jeho superschopnosti. Z Orma se později stal padouch Ocean Master. Aquaman si postupně vyvinul schopnost dorozumění se s mořskými tvory v kompletní telepatickou komunikaci s veškerým mořským životem. Na druhou stranu bylo také specifikováno, že musí být v kontaktu s vodou nejméně jednou za hodinu. Dalším novým padouchem byl Aqualad (poprvé s objevil v roce 1960).
V šedesátých letech se z Aquamana stal král Atlantidy, jelikož měl na trůn nárok po matce. V roce 1963 poznal Meru, do které se zamiloval a posléze se vzali. Společně měli syna Arthura juniora. Šedesátá léta přinesla dalšího arcipadoucha Black Mantu.
V roce 1989 byl v sešitu Legend of Aquaman Special znovu přepsán původ postavy. Dle nové mytologie se Aquaman narodil jako Orin královně Atlantidy Atlanně. Kvůli svým blonďatým vlasům byl na základě jisté pověry či proroctví vyhnán z království. Vyrůstal jako vlčí dítě v oceánu. Později ho našel strážce majáku Arthur Curry, který ho adoptoval a pojmenoval po sobě. Poté, co dospěl, putoval po zemi a zažíval různá dobrodružství.
Na konci devadesátých let obdržel nový vzhled - dlouhé vlasy a vousy společně s novým kostýmem. Současně přišel o část levé ruky, kterou nahradil harpunou.
Po restartu DC vesmíru v rámci New 52 byla postava zcela zrestartována. Jeho příběhů se tehdy chopili Geoff Johns, Ivan Reis a Joe Prad. Postavě byl navrácen původ z konce padesátých let, kdy byl synem Toma Curryho a Atlanny a právoplatným králem Atlantidy.
Vlastní série:
- Aquaman Vol. 1 #1–63 (1962–1978)
- Aquaman Vol. 2 #1–4 (1986)
- Aquaman Vol. 3 #1–5 (1989)
- Aquaman Vol. 4 #1–14 (1991–1992)
- Aquaman Vol. 5 #1–77 (1994–2001)
- Aquaman Vol. 6 #1–57 (2003–2007)
- Aquaman Vol. 7 #1–52 (2011–2016) (New 52)
- Aquaman Vol. 8 #1–... (2016–...) (Znovuzrození hrdinů DC)

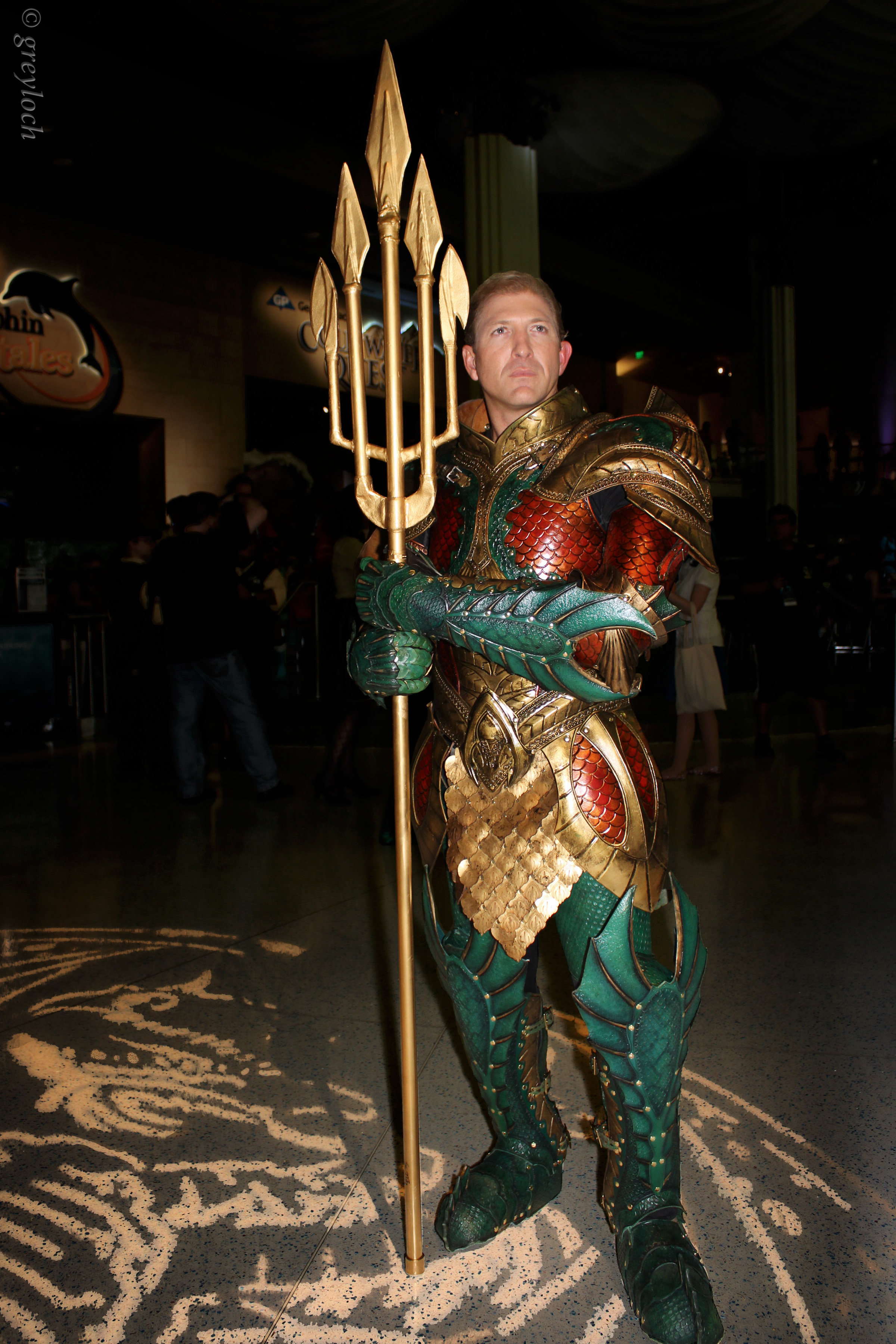
Cosplayer inspirovaný komiksovým světem Aquamana.

## Česká vydání
- Aquaman Vol. 8:
  - 2018 – Aquaman 1: Pád do hlubin, (autoři: Dan Abnett, Scot Eaton, Brad Walker, Philippe Briones: Aquaman: Rebirth #1, Aquaman Vol. 8 #1–6, 2016)
  - 2019 – Aquaman 2: Black Mantova pomsta, (autoři: Dan Abnett, Scot Eaton, Brad Walker, Philippe Briones: Aquaman Vol. 8 #7–15, 2016–2017)
  - 2019 – Aquaman 3: Koruna Atlantidy, (autoři: Dan Abnett, Scot Eaton, Brad Walker, Philippe Briones: Aquaman Vol. 8 #16–24, 2017)
  - 2019 – Aquaman 4: Na dně, (autoři: Dan Abnett a Stjepan Šejić: Aquaman Vol. 8 #25–30, 2017–2018)
  - 2020 – Aquaman 5: Zlomená koruna, (autoři: Dan Abnett, Riccardo Federici a Rick Leonardi: Aquaman Vol. 8 #31–33 a Phillip Kennedy Johnson a Max Fiumara: Aquaman Vol. 8 Annual #1, 2018)
  - 2021 – Aquaman 6: Smrt krále, (autoři: Dan Abnett, Riccardo Federici, Kelley Jones a Robson Rocha: Aquaman Vol. 8 #34–38, 2018)

## Film a televize

### Film
- 2016 – Batman v Superman: Úsvit spravedlnosti – režie Zack Snyder, ve vedlejší roli Jason Momoa
- 2017 – Liga spravedlnosti – režie Zack Snyder, film ovšem dokončil Joss Whedon, v hlavní roli Jason Momoa
  - 2021 – Liga spravedlnosti Zacka Snydera – upravený režisérský sestřih podle původní vize Zacka Snydera, v hlavní roli Jason Momoa
- 2018 – Aquaman – režie James Wan, v hlavní roli Jason Momoa
- 2023 – Aquaman and the Lost Kingdom – režie James Wan, v hlavní roli Jason Momoa

### Televize
- 2022 – Peacemaker – ve vedlejší roli Jason Momoa